# 3057 Меларен
3057 Меларен (3057 Mälaren) — астероїд головного поясу, відкритий 9 березня 1981 року.
Тіссеранів параметр щодо Юпітера — 3,606. 
Названий на честь озера Меларен. 